# Kira Mohn
Kira Mohn ist eine deutsche Schriftstellerin von New-Adult Romanen (Liebesromane für Jugendliche und junge Erwachsene), die auch unter dem Pseudonym Kira Minttu romantische Romane schreibt und mit der Leuchtturm-Trilogie bekannt wurde.

## Leben
Mohn studierte Pädagogik, gründete eine Musikfachzeitschrift und arbeitete als Texterin. Sie lebte einige Zeit in New York und bereiste mehrere Orte, unter anderem Barcelona, Lissabon oder Bangkok. Mit ihrer Familie lebt Mohn in München.

## Literarisches Wirken
Mohn begann bereits mit etwa zehn Jahren Kurzgeschichten zu schreiben, die nach ihrer Aussage sehr emotional waren. Ihr Debüt, der New-Adult-Roman Keep On Dreaming, publizierte sie 2016 unter dem Pseudonym Kira Minttu im Label Ink Rebel, bei dem bis 2019 drei weitere Publikationen erschienen. Im Jahr 2019 veröffentlichte Mohn mit dem Auftaktband Show Me the Stars der New-Adult-Reihe Leuchtturm als erste deutschsprachige Autorin im Label Kyss für romantische und erotische Romane des Rowohlt Verlags. Die gesamte Trilogie wurde 2020 im Freedom Verlag (Moskau) in russischer Sprache übersetzt und im Argon Verlag mit der Synchronsprecherin Nora Jokhosha vertont.
2020 und 2021 erschien die Liebesroman-Dilogie Kanada, deren erster Band Wild Like River als Paperback im Oktober 2020 Rang zwölf der Spiegel-Bestsellerliste erreichte. Der zweite Band Free Like the Wind stieg in der ersten Februarwoche auf Platz zwei in der Kategorie Paperback-Belletristik ein.
Gemeinsam mit den Autorenkolleginnen Jennifer Benkau, Franziska Fischer, Julia Dibbern und Daniela Ohms gründete Mohn unter dem Namen Kira Minttu das Autoren-Label Ink Rebels, bei dem sie sich gegenseitig und andere Autoren in der Projektarbeit unterstützen und selbstständig Bücher veröffentlichen.

## Werke (Auswahl)

### Kira Mohn

#### Leuchtturm-Reihe
- Leuchtturm 1 – Show Me the Stars. Kyss, Hamburg 2019, ISBN 978-3-499-27599-9.
- Leuchtturm 2 – Save Me from the Night. Kyss, Hamburg 2019, ISBN 978-3-499-00006-5.
- Leuchtturm 3 – Find Me in the Storm. Kyss, Hamburg 2020, ISBN 978-3-499-00007-2.

#### Kanada-Reihe
- Kanada 1 – Wild Like a River. Kyss, Hamburg 2020, ISBN 978-3-499-00399-8.
- Kanada 2 – Free Like the Wind. Kyss, Hamburg 2020, ISBN 978-3-499-00400-1.

#### Island-Reihe
- Island 1 – The Sky in Your Eyes. Kyss, Hamburg 2021, ISBN 978-3-499-00663-0.
- Island 2 – The Sea in your Heart. Kyss, Hamburg 2022, ISBN 978-3-499-00664-7.

#### Schottland-Reihe
- Du irgendwo. Kyss, Hamburg 2023, ISBN 978-3-499-01074-3.
- Wir irgendwann. Kyss, Hamburg 2023, ISBN 978-3-499-01075-0.

### Kira Minttu
- Keep On Dreaming. Ink Rebels, München 2016, ISBN 	978-3-95869-278-7.
- Tanz, meine Seele. Ink Rebels, Eberswalde 2018, ISBN 978-3-95869-323-4.